# Bryan Herta
Bryan John Herta (Warren, 23 de maio de 1970) é um ex-automobilista dos Estados Unidos.

## Carreira
A carreira de Herta no automobilismo começou em categorias de pequeno porte dos EUA, vencendo a Barber Saab Pro Series em 1991, repetindo a façanha em 1993, na Indy Lights.
Em 1994, estreou na CART pela equipe Foyt, logo na Indy 500, onde chegou em 9º - um resultado satisfatório para um piloto que nunca havia guiado um carro da categoria.
Ainda disputaria as etapas de Milwaukee, Detroit, Portland e Cleveland, mas um acidente em Toronto encerrou prematuramente sua temporada. Herta ficou em 23º lugar, com 11 pontos.
Visto como um piloto de grande talento, Herta foi contratado pela Ganassi para a temporada de 1995, substituindo o experiente Michael Andretti. Jimmy Vasser, seu companheiro de equipe, ganhou a disputa interna (oitavo lugar), mas Herta já estava mais amadurecido como piloto, marcando 30 pontos e terminando o campeonato em 20º lugar. Deixou a Ganassi ao final da temporada, com um segundo lugar em Cleveland (seu primeiro pódio na categoria) como melhor resultado. Ele ainda obteve uma pole-position em Phoenix.

## Temporadas pela equipe Rahal

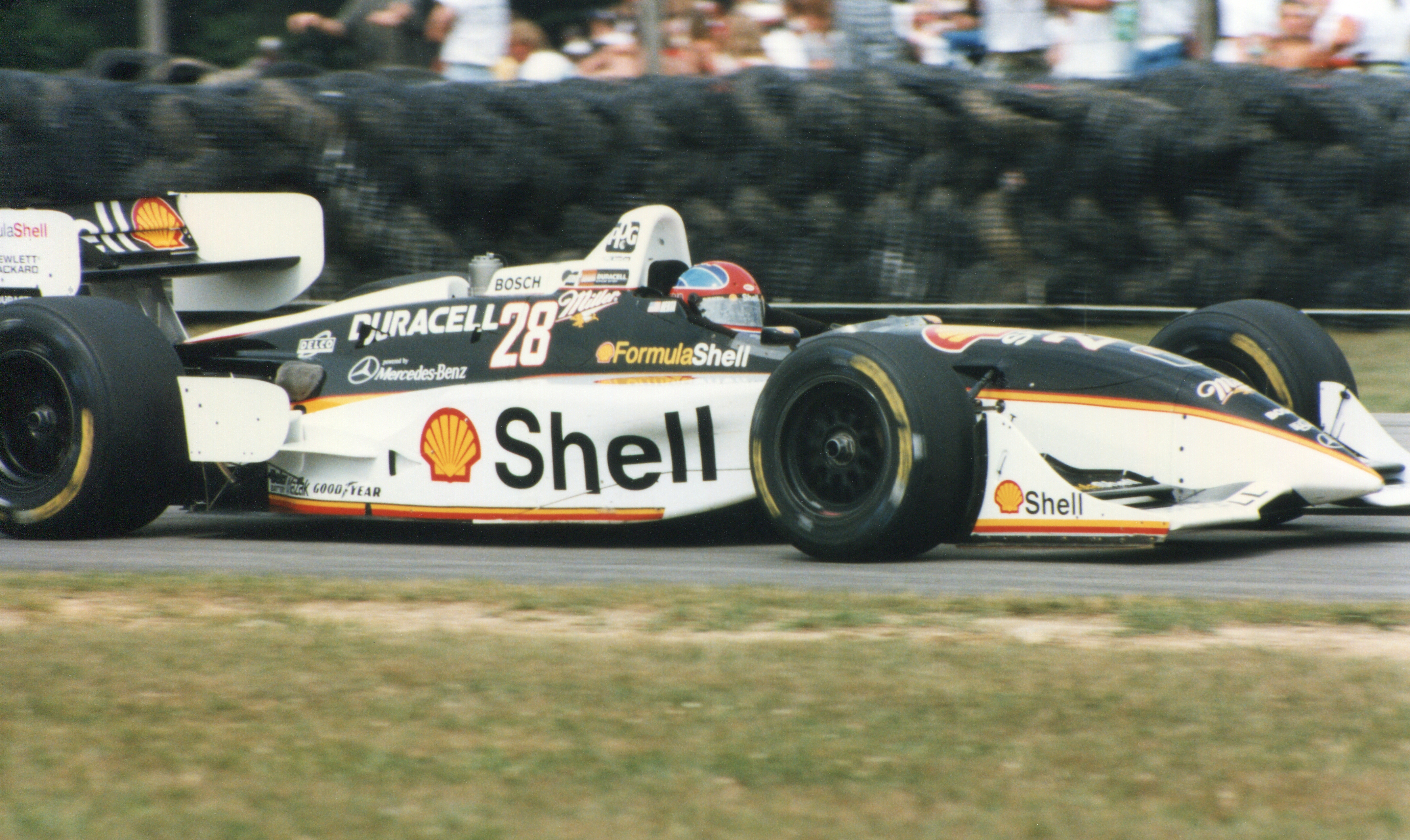
Bryan Herta na CART em 1996.

Para 1996, Herta foi contratado para correr ao lado do tricampeão Bobby Rahal, que acumularia novamente a chefia de sua equipe, desta vez sem a parceria com a Hogan. Iniciava-se uma parceria que durou 3 anos (em 1998, Bobby Rahal se aposentaria como piloto). Na primeira temporada, foram 86 pontos e a oitava posição no campeonato, emplacando 2 pódios. Em 1997, superou o companheiro e chefe de equipe, por apenas 2 pontos (72 a 70), além de ter conquistado uma pole-position em Mid-Ohio.
Em 1998, conquista, na etapa de Laguna Seca, sua primeira vitória na CART, vencendo a corrida praticamente de ponta a ponta. Fecha o campeonato em oitavo lugar, com 97 pontos e 3 pole-positions. No ano seguinte, conquistou a segunda vitória novamente em Laguna Seca, que também foi a última vitória dele na CART. Superado com folga pelo italiano Max Papis, Herta terminou a temporada em 11º lugar, com 84 pontos.

## Declínio
Depois que seu contrato com a Rahal se encerrou, Herta ficou sem equipe para correr. Ainda em 1999, chegou a ser cogitada sua ida para a All American Racers, tendo como companheiro de equipe o brasileiro Raul Boesel, mas o time fechou as portas.
Algumas equipes mostravam interesse no piloto, mas ele não conseguiu contrato com nenhuma para a a etapa de Miami. Voltaria a CART apenas em Long Beach, pela Walker, concluindo a prova em quinto lugar. Disputou também o GP do Rio de Janeiro pela mesma equipe, mas abandonou. Ele ainda disputou 3 corridas pela Mo-Nunn, no lugar do brasileiro Tony Kanaan, mas sem convencer. Realizou ainda uma corrida pela Forsythe, em Laguna Seca, pista onde ele gostava mais de correr.
Voltou a disputar uma temporada completa em 2001, pela Zakspeed/Forsythe, correndo com o carro #77. Seu companheiro seria o alemão Marcel Tiemann, mas ele não conseguiu acertar os detalhes de seu contrato, deixando Herta como o único piloto na equipe.
Extraindo o máximo de seu Reynard-Ford, o norte-americano obteve um quinto lugar e um pódio (seu último na categoria) em Cleveland. Terminou em 22º lugar, com 27 pontos.
Em 2002, nenhuma equipe se interessou em contar com o piloto, que decidiu se concentrar na American Le Mans Series. Retornou à CART em 2003, disputou apenas um GP pela PK Racing, em Laguna Seca. Ele ainda poderia ter disputado o GP de Fontana, mas os incêndios na Califórnia forçaram o cancelamento da prova, e a carreira de Herta na CART terminaria de forma melancólica: fechou a temporada em 25º lugar, com apenas 2 pontos.

## Momentos marcantes de Herta na CART
Durante as 9 temporadas pela CART, Herta protagonizou momentos marcantes na categoria.
- No GP de Laguna Seca de 1996, Herta estava prestes a conquistar sua primeira vitória, tentando conter os ataques do italiano Alessandro Zanardi, da Chip Ganassi. Resistiu até a última volta, quando Zanardi protagonizou uma espetacular ultrapassagem sobre o Reynard-Mercedes do norte-americano, na famosa curva do "Saca-Rolhas" do circuito de Laguna Seca.
- No GP de Elkhart Lake, Herta, novamente ao serviço da equipe Rahal, tenta ultrapassar seu patrão e companheiro de equipe Bobby Rahal, mas toca na traseira do carro do tricampeão da CART e roda em seguida. A câmera focaliza-o desapontado com o erro, mas se afasta bruscamente quando ele se abaixa no cockpit, depois que o compatriota Alex Barron passou reto e subiu no carro de Herta. Ambos saíram ilesos, mas Bryan disse que o carro de Barron realmente havia tocado de raspão as suas mãos, sem gravidade.

## A1 GP
Entre 2005 e 2006, Herta competiu na extinta A1 GP, pilotando o carro do time americano.

## IRL
Herta disputou 4 temporadas da IndyCar (2003-2006), tendo alcançado uma trinca de terceiros lugares (Kentucky, Nazareth e Chicago) e uma vitória na temporada de estreia, onde terminou em 13º lugar, com 227 pontos.
Em 2004 e 2005, Bryan ficou em 9º e 8º lugares (362 pontos em 2004 e 397 em 2005, respectivamente). Despediu-se da IRL em 2006, após terminar em 15º lugar no GP de Chicago.

## Mudança para os protótipos
Com a temporada encerrada, ele anunciou que voltaria para a American Le Mans Series, novamente ao serviço da Andretti. Ele dividiu o carro com Marino Franchitti, irmão de Dario Franchitti, que passou a formar um trio com os dois em 2007. Herta terminou em 7º lugar na classificação geral.

## Carreira como dono de equipe
Após parar de competir, Herta virou treinador de pilotos na equipe Vision e fundou uma equipe com seu nome, a Bryan Herta Autosport, que era uma aliança esportiva com a mesma Vision. Em 2009, ingressou na Indy Lights com Daniel Herrington, mas seu companheiro de time, o colombiano Sebastián Saavedra, faturou o título da temporada de 2010, sendo a primeira conquista de Bryan como dono de equipe. O próprio Saavedra chegou a disputar as 500 Milhas de Indianápolis de 2010 com a BHA, mas não chegou a completá-las.
Na edição de 2011, a equipe aliou-se à CURB e à Agajanian para a disputa, contratando o inglês Dan Wheldon, ex-companheiro de Herta na Andretti e campeão da Indy em 2005.
Sem estar entre os favoritos, a Herta/CURB/Agajanian conquistou uma surpreendente vitória com Wheldon, depois de J. R. Hildebrand ter batido na última curva quando estava prestes a sagrar-se vencedor da prova. Desde então, o ex-piloto segue na categoria - entre 2012 e 2015, com a BHA, e desde 2016, em associação com a Andretti Autosport, tendo como piloto Alexander Rossi.

## A quase ida à Fórmula 1
Em 2002, Bryan Herta pilotava pela primeira vez um carro de Fórmula 1, aos 32 anos. Pilotou um Minardi PS02 no "Thunder in the Park", evento realizado no circuito de Donington Park.
Isto fez com que o norte-americano fosse fortemente especulado para correr na própria Minardi em 2003, como companheiro de equipe de Jos Verstappen. Entretanto, as negociações com a equipe italiana esfriaram.

## Vida pessoal
Seu filho, Colton Herta, disputa atualmente a Indy Lights, e competiu entre 2015 e 2016 na MSA Formula.-